# Мотовилов, Николай Александрович
Никола́й Алекса́ндрович Мотови́лов (25 мая (6 июня) 1809 года — 27 января (8 февраля) 1879 года) — симбирский и лукояновский помещик, собеседник преподобного Серафима Саровского и его первый биограф, многолетний попечитель Серафимо-Дивеевского монастыря.

## Биография
С 9 (21) августа 1823 года по 1826 год Николай Александрович учился в Императорском Казанском университете. Какое-то время Мотовилов в Казани, подготавливаясь к поступлению в университет, проходил обучение в пансионе немца Лейтера, выпускника Лейпцигского университета.
В возрасте 22 лет Николай Мотовилов был исцелён батюшкой Серафимом от тяжкой ревматической болезни с расслаблением всего тела и отнятием ног, длившейся три года.
Николай Мотовилов записал поучение преподобного Серафима о цели христианской жизни и многие из пророчеств святого старца о будущем России и Дивеева. На месте где в ноябре 1831 года состоялась беседа преподобного с Николаем Мотовиловым о стяжании Святого Духа был позднее построен Храм Святого Духа Саровского монастыря.
По информации С. А. Нилуса, в юности Николай Мотовилов был влюблён в Е. М. Языкову, он безуспешно пытался добиться её руки, пока в 1832 году не получил окончательный отказ. Екатерина Михайловна через четыре года стала женой славянофила А. С. Хомякова.
Николай Мотовилов мирно скончался в своем симбирском имении. По завещанию его тело привезли в Дивеево, где и отпели в церкви Рождества Христова и похоронили возле Казанской церкви, недалеко от могилы преподобной Александры.
В советское время могилки у алтаря Казанской церкви были уничтожены, площадь заасфальтирована. Единственным ориентиром этого святого места оставалась старая берёза на могиле Мотовилова. В 1970-е годы её пытались выкорчевать, но это не удалось.
Летом 1991 года перед торжествами перенесения мощей преподобного Серафима в Дивеево по благословению патриарха Алексия асфальт был вскрыт, обнаружены склепы и обозначено место могил. Ныне могила Николая Александровича Мотовилова восстановлена и является местом молитв.

## Семья
В 1840 году Николай Александрович женился на Елене Ивановне Милюковой (30 мая (11 июня) 1823 года — 27 декабря 1910 (9 января 1911) года), племяннице преподобной Марфы Дивеевской. Её отец часто ходил к батюшке Серафиму на работу, а после смерти супруги поступил в Саровскую пустынь монахом. С 5 лет Елена жила в монастыре. Но впоследствии, по прямому послушанию отцу Серафиму, она вышла замуж за Николая Мотовилова и вместе они много помогали обители. Предвидя это, батюшка велел звать её еще с малолетства «великою госпожою».
В браке у Николая Александровича и Елены Ивановны родилось шестеро детей. Госпожа Мотовилова дожила до самого открытия святых мощей Серафима Саровского в 1903 году, и рассказывала о личных своих наблюдениях современникам.